# 在フランス日本国大使館

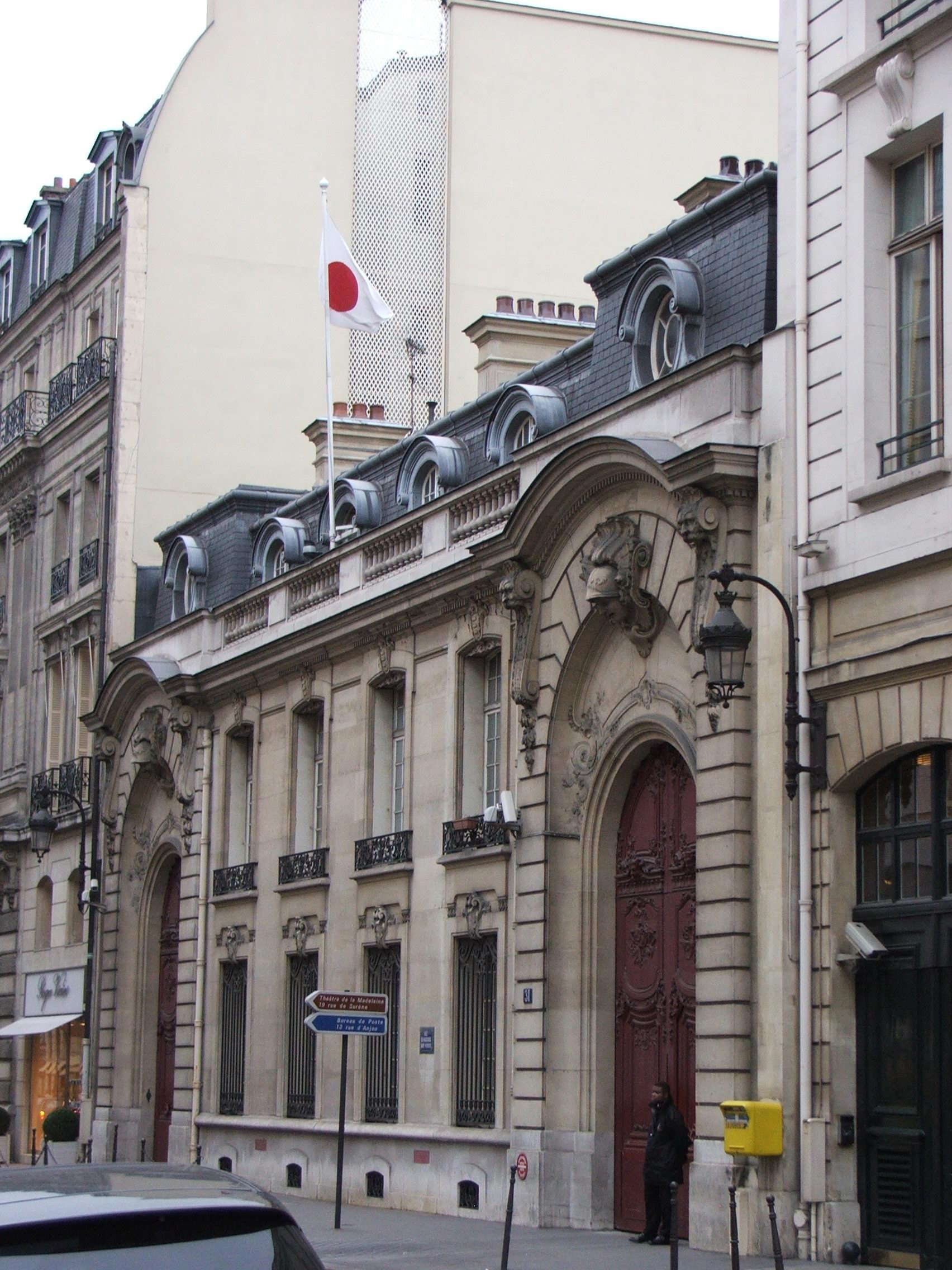
在フランス日本国大使公邸

在フランス日本国大使館（ざいフランスにほんこくたいしかん、フランス語: Ambassade du Japon en France）は、フランスに在する日本大使館で、外務省の特別の機関である。
2018年10月1日時点で管轄区域内の在留邦人数は3万5398人となっており、これは在外公館別で第11位、ヨーロッパでは在英国日本国大使館に次いで第2位である。

## 所在地
〒75008　パリ8区オッシュ大通り7番地

## 管轄範囲
フランス全土のほか、モナコ公国およびアンドラ公国、フランスの海外県・海外領土を管轄する。ただし、下記の地域は各領事館等の管轄となる。
- 在ストラスブール日本国総領事館（フランス語版） - アルザス地域圏、ロレーヌ地域圏、フランシュ＝コンテ地域圏、シャンパーニュ＝アルデンヌ地域圏のうちオート＝マルヌ県
- 在マルセイユ日本国総領事館 - プロヴァンス＝アルプ＝コート・ダジュール地域圏、オクシタニー地域圏、コルス地方公共団体
- 在ヌメア領事事務所 - ニューカレドニア、フランス領ポリネシア、ウォリス・フツナ（ワリス・フテュナ）
- 在リヨン領事事務所 - オーヴェルニュ＝ローヌ＝アルプ地域圏

## 在パペーテ日本国名誉領事館
在パペーテ日本国名誉領事館（フランス語: Consulat honoraire du Japon à Papeete、英語: Honorary Consulate of Japan in Papeete）は、日本がフランス領ポリネシア・タヒチ島の首府パペーテに設置している名誉領事館である。在フランス日本国大使館の所轄となっている。
名誉領事
| 代 | 氏名（日本語）         | 氏名（フランス語） | 着任   | 退任     | 備考             |
| -- | ---------------------- | ------------------ | ------ | -------- | ---------------- |
| 1  | ナリー・フォージュラ   | Narii Faugerat     | 1999年 | 2019年   | [ 7 ]            |
| 2  | レイアナ・フォージュラ | Leïana Faugerat    | 2019年 | （現職） | 前任者ナリーの娘 |

所在地
```
Avenue Georges Clémenceau
Mama'o - BP 342 - 98713
98713 Papeete Cédex
[
8
]
```